# Paul Zaloom
Paul Finley Zaloom (n. Garden City, Long Island, 14 de diciembre de 1951) es un actor y titiritero estadounidense que alcanzó la fama con el programa de televisión El mundo de Beakman, donde interpretó al personaje principal, Beakman.

## Carrera

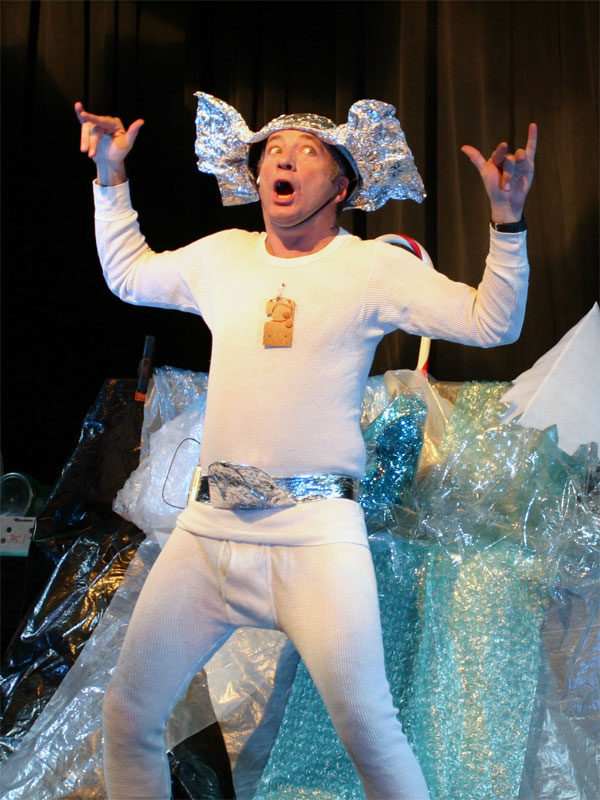
Paul Zaloom actuando en Mighty Nice

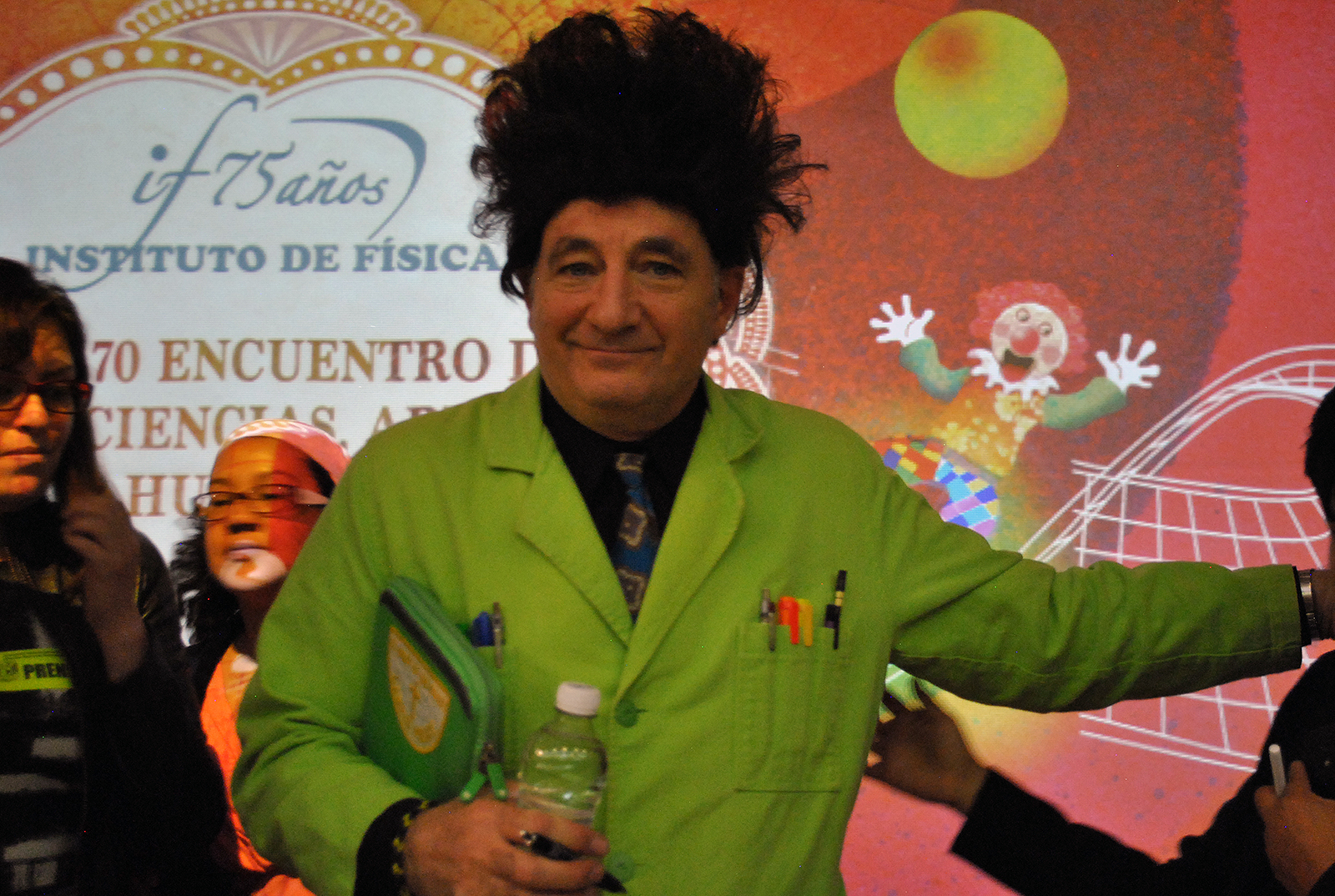
Zaloom caracterizado como Beakman en 2014.

En 1992 y hasta mediados de 1998 Paul protagonizó un programa de ciencia para niños en la televisión llamado El mundo de Beakman. Actualmente, sus esfuerzos se centran en problemas sociales como la privacidad, la guerra, el terrorismo y la discriminación sexual y racial.
Paul Zaloom ha producido dos películas. La primera se estrenó en el año 2003 bajo el título In Smog and Thunder: The Great War of the Californias (En el humo y el trueno: La gran guerra de las Californias) y describe una guerra ficticia entre Los Ángeles y San Francisco. La segunda película, Dante's Inferno (El Infierno de Dante), es un relato del poeta Dante a través del infierno.

## Vida personal
Paul Zaloom es abiertamente homosexual, y tiene junto con su exesposa, Jayne Israel, una hija llamada Amanda Israel Finley.
Actualmente es participante de proyectos en Talent Network como ponente en varias convenciones.